# Daniel Rosero
Daniel Alejandro Rosero Valencia (Bogotà, 6 ottobre 1993) è un calciatore colombiano, difensore dello Sporting K.C..

## Caratteristiche tecniche
È un terzino destro.

## Carriera
Cresciuto nelle giovanili dell'Arsenal de Sarandi, debutta in prima squadra il 3 ottobre 2013 in occasione della gara di Copa Argentina contro l'All Boys vinta per 6-5 dopo i calci di rigore.

## Palmarès

### Club
- Copa Argentina: 1

Arsenal Sarandí: 2012-2013